# Les Infournas

Les Infournas este o comună în departamentul Hautes-Alpes, Franța. În 1 ianuarie 2018 avea o populație de 29 de locuitori.